# Jozo Šuker
Jozo Šuker (Vinkovci, 13. listopada 1986.) je hrvatski televizijski i filmski glumac.

## Filmografija

### Televizijske uloge
- "Vatre ivanjske" kao policijac (2014.)
- "Tajne" kao Barbarin udvarač (2014.)
- "Zakon ljubavi" kao policajac (2008.)
- "Hitna 94 kao pacijent #2  (2008.)
- "Ponos Ratkajevih" kao žandar (2008.)
- "Zabranjena ljubav" kao Antun Benčić (2006. – 2008.)

### Filmske uloge
- "Šesti autobus" kao Crevar (2022.)

## Vanjske poveznice
- Jozo Šuker u internetskoj bazi filmova IMDb-u (engl.)